# Christian Gottfried Ewerbeck
Christian Gottfried Ewerbeck (* 15. Januar 1761 in Konitz; † 28. Dezember 1837 in Elbing) war ein deutscher Philosoph und Mathematiker.

## Leben
Ewerbeck war Sohn eines Apothekers. Nach dem Studium der Philologie an der Universität Halle war er Lehrer am Königlichen Pädagogium in Glaucha bei Halle. Am 3. April 1787 schrieb er einen Brief an Immanuel Kant. 1787 wurde er in Halle zum Dr. phil. promoviert. Anschließend vervollständigte er an der Universität Berlin seine Mathematik-Kenntnisse. 1789 wurde er Mathematik-Professor am Akademischen Gymnasium in Danzig, 1790 auch Professor der Philosophie und Aufseher der Ratsbibliothek. Nach der Reorganisation der Schule 1814 übernahm er das Rektorat des Gymnasiums, legte dieses Amt 1817 jedoch aus eigenem Entschluss nieder. 1822 gab er auch das Amt des Bibliothekars der Ratsbibliothek zurück und ging nach Elbing, um dort seine letzten Lebensjahre als Privatgelehrter zu verbringen. Als Philosoph beschäftigte Ewerbeck sich hauptsächlich mit der englischen Aufklärung. Er übersetzte Werke von James Harris und Adam Smith ins Deutsche.
Ewerbeck war verheiratet mit Christina Concordia Augusta Pobowski († Juni 1849). Sie hatten vier Kinder, der jüngste war August Hermann Ewerbeck.

## Werke (Auswahl)
- Svper doctrinae de moribvs historia eivs fontibvs conscribendae ratione et vtilitate / Commentatio qvam […] in A. D. Aprilis MDCCLXXXVII Pvblice defendet Christianus Gottfried Ewerbeck. Ioannem Iacobvm Gebaver, Halae 1878 MDZ
- Jakob Harris: Hermes oder philosophische Untersuchung über die Allgemeine Grammatik. Uebersetzt von Christian Gottfried Ewerbeck, nebst Anmerkungen und Abhandlungen von F. A. Wolf und dem Uebersetzer. Johann Jacob Gebauer, Halle 1788
- De Similitudine inter Mathesin puram atque Philosophiam logicam. Gedanum 1789 MDZ
- Adam Smith's Betrachtungen über die erste Bildung der Sprachen, und den eigenthümlichen Geist, wodurch Stammsprachen sich von abgeleiteten unterscheiden. Aus dem Engl. nebst einigen literärischen Anmerkungen […] C. G. Ewerbeck. Wedel, Danzig 1816